# Martin Sellner
Pour les articles homonymes, voir Sellner.
Martin Sellner, né le 8 janvier 1989 à Vienne, est un militant politique d'extrême droite autrichien. Il est cofondateur du Mouvement identitaire d'Autriche, branche autrichienne de l'organisation d'extrême droite française Génération identitaire.

## Biographie

### Militantisme

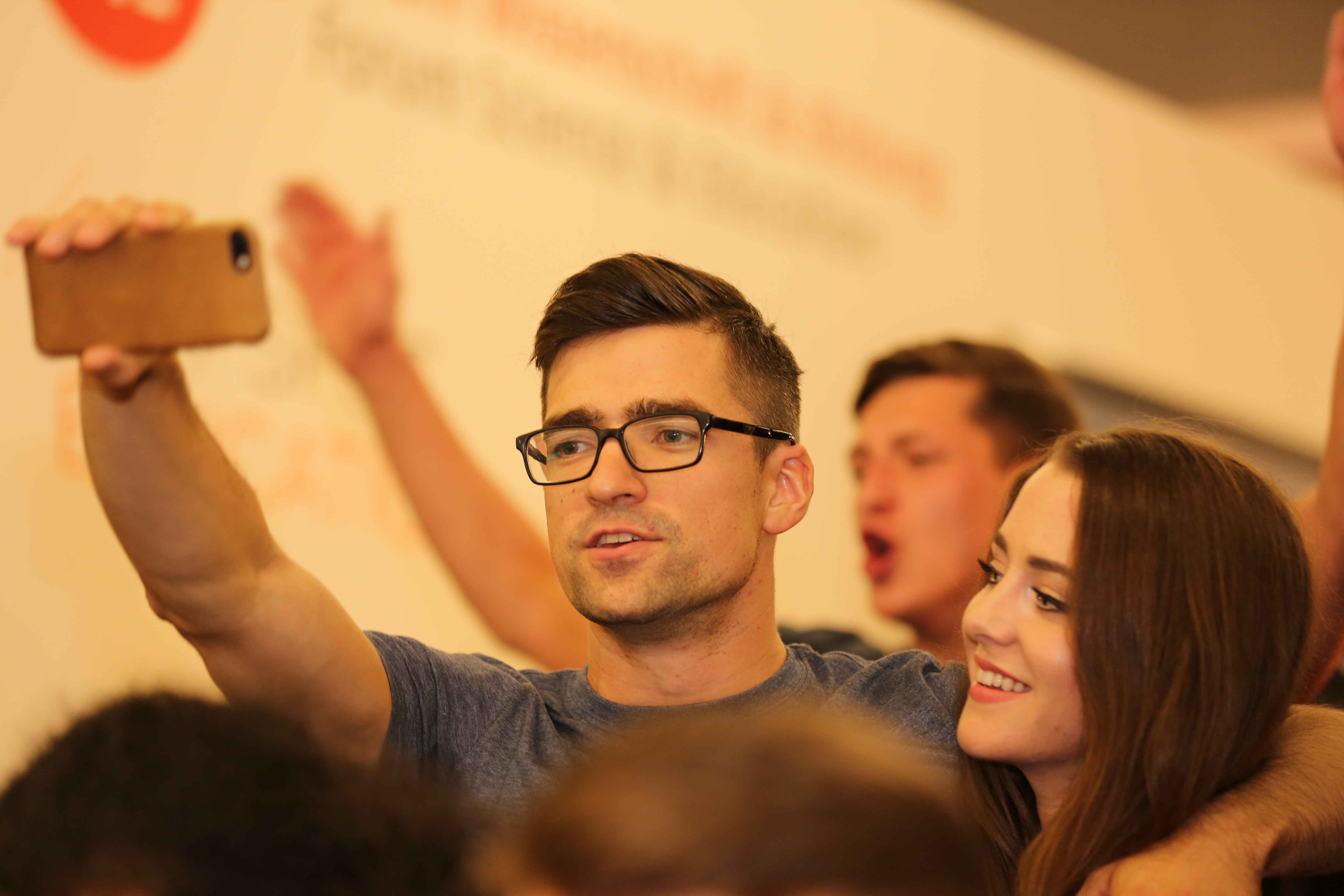
Martin Sellner en 2017.

Durant sa jeunesse, il fait partie d'un mouvement néonazi et colle des affiches ornées de croix gammées sur des synagogues à l'âge de 17 ans.
En 2012, Martin Sellner participe à la fondation du Mouvement identitaire d'Autriche (en). Branche autrichienne de l'organisation d'extrême droite française Génération identitaire, Martin Sellner en est le chef,,. L'organisation entretient des relations proches avec le Parti de la liberté d'Autriche,,.
Proche de l'organisation d'extrême droite allemande PEGIDA, il est orateur lors de plusieurs de leurs événements,.
Le 15 novembre 2015, il organise une manifestation contre l'immigration à Spielfeld, à la frontière entre l'Autriche et la Slovénie. En avril 2016, il se hisse avec d’autres identitaires sur le toit du Burgtheater de Vienne pour protester contre la représentation d'une pièce d'Elfriede Jelinek.
Durant la pandémie de Covid-19, son mouvement s'oppose aux mesures de lutte contre la pandémie en Autriche.
En octobre 2023, il participe au lancement de la structure identitaire transnationale Action radar Europe.
En novembre 2023, il présente lors d'une réunion secrète à Potsdam un plan d'expulsion massive des Allemands d'origine étrangère « non-assimilés » et des étrangers vivant en Allemagne, y compris les réfugiés politiques. Le projet implique le déplacement forcé d'environ 2 000 000 de personnes en Afrique du Nord. Des membres de l'Alternative pour l'Allemagne participent à cette réunion secrète, notamment le député Roland Hartwig (de),,.

## Prises de position et positionnement
Il appartient à la mouvance identitaire,,. Watson le positionne comme néonazi et Le Monde le décrit comme « nostalgique du régime nazi »,.
Sellner milite pour le renvoi des migrants et des Allemands d'origine étrangère qu'il juge « non-assimilés » dans leur pays d'origine et l'application d'un système d'assimilation par la force,. Pourfendeur de l'islam et défenseur de la théorie complotiste du grand remplacement de Renaud Camus, il avance que la culture européenne est menacée par la natalité mondiale,.

## Affaires judiciaires
Il est arrêté en même temps que sa petite amie, Brittany Pettibone, en mars 2018, à la frontière britannique et quelques jours avant également la mise en détention préventive de la militante Lauren Southern.
En mai 2018, il est mis en examen pour formation d'une organisation criminelle. Il est acquitté en juillet 2018.
Après les attentats de Christchurch de mars 2019, l'Office fédéral pour la protection de la Constitution et la lutte contre le terrorisme lance une enquête sur lui en raison de sa proximité avec le terroriste Brenton Tarrant, qui a fait des dons au Mouvement identitaire d'Autriche en janvier 2018,. En 2020, un rapport d'enquête détermine que les dons se totalisent à 5 000 euros. L'enquête pour participation à une organisation terroriste est abandonnée en 2020. Une autre enquête liée à la proximité entre Sellner et Tarrant pour détournement de fonds est également abandonnée.

## Publications
- Martin Sellner et Walter Spatz, Gelassen in den Widerstand. Ein Gespräch über Heidegger, Éd. Antaios; 2015,  (ISBN 9783944422473)

Il est auteur du Sezession, le magazine de l'Institut de la politique d'État (Institut für Staatspolitik, en allemand).